# Eriosyce rodentiophila
Eriosyce rodentiophila ist eine Pflanzenart in der Gattung Eriosyce aus der Familie der Kakteengewächse (Cactaceae). Das Artepitheton rodentiophila leitet sich vom lateinischen Wort rodentia für ‚Nagetiere‘ sowie dem griechischen Wort philos für ‚Freund‘ ab und verweist darauf, dass die Früchte von Nagetieren gefressen werden.

## Beschreibung
Eriosyce rodentiophila wächst einzeln mit fast kugelförmigen bis kugelförmigen Trieben und erreicht Durchmesser von 12 bis 32 Zentimeter. Ihr Scheitel mit weißer Wolle bedeckt. Die faserigen Wurzeln entspringen kleinen Pfahlwurzeln. Es sind 18 bis 35 stumpfe Rippen vorhanden, die gekerbt sind und so Höcker bilden. Die nadeligen, dicken, aufwärts gebogenen Dornen sind hornfarben und werden vergrauen später. Die vier bis acht Mitteldornen sind 3 bis 5 Zentimeter, die zwölf bis 15 Randdornen 2 bis 3 Zentimeter lang.
Die cremefarbenen Blüten erscheinen aus älteren Areolen. Sie sind 2,5 bis 4 Zentimeter lang und weisen einen Durchmesser von 2,2 bis 3 Zentimeter auf. Ihre Blütenröhre und das Perikarpell sind mit dichter weißer Wolle und steifen Borsten besetzt. Die rötlich gelben, 2,5 bis 3 Zentimeter langen Früchte sind bewollt. Sie reißen nicht auf.

## Verbreitung, Systematik und Gefährdung
Eriosyce rodentiophila ist in Nord-Chile in Küstennähe verbreitet.
Die Erstbeschreibung erfolgte 1980 durch Friedrich Ritter.
In der Roten Liste gefährdeter Arten der IUCN wird die Art als „Vulnerable (VU)“, d. h. als gefährdet geführt.

## Nachweise